# ولفريد لويسي دانيال
ولفريد لويسي دانيال (بالفرنسية: Wilfried Louis)‏ (25 أكتوبر 1949 هايتي - ) هو لاعب كرة قدم هايتي.

## روابط خارجية
- ولفريد لويسي دانيال على موقع الاتحاد الدولي (مؤرشف)  (الإنجليزية)
- ولفريد لويسي دانيال على موقع قاعدة بيانات كرة القدم.إي يو (الإنجليزية)
- ولفريد لويسي دانيال على موقع ناشيونال فوتبول تيمز (الإنجليزية)
- ولفريد لويسي دانيال على موقع عالم كرة القدم.نت (الإنجليزية)